# Parafia św. Anny w Wałbrzychu
Parafia św. Anny w Wałbrzychu – rzymskokatolicka parafia znajdująca się w dekanacie wałbrzyskim zachodnim, w diecezji świdnickiej.
Jej proboszczem jest ks. Tomasz Zając. Parafia obejmuje wałbrzyskie dzielnice – Książ, Lubiechów i Szczawienko.
Kościół parafialny pw. św. Anny został wzniesiony w XVI wieku.